# برايان برادلي
برايان برادلي هو لاعب هوكي الجليد كندي، ولد في 14 ديسمبر 1944 في غريتر سودبوري في كندا.

## وصلات خارجية
- برايان برادلي على موقع EliteProspects.com (الإنجليزية)
- برايان برادلي على موقع HockeyDB.com (الإنجليزية)
- برايان برادلي على موقع Hockey-Reference.com (الإنجليزية)